# Alchemilla suavis
Alchemilla suavis är en rosväxtart som beskrevs av Alexandr Plocek. Alchemilla suavis ingår i släktet daggkåpor, och familjen rosväxter. Inga underarter finns listade i Catalogue of Life.